# Paliano
Paliano es una localidad y comune italiana de la provincia de Frosinone, región de Lacio, con 8.171 habitantes.

## Historia
Paliano fue la sede de la Familia Colonna, cuya cabeza era el señor, duque y príncipe de Paliano. Su fortaleza domina la ciudad. En 1556 el ejército del Papa tomó la ciudad, que fue gobernada por Giovanni Carafa, sobrino del papa Paulo IV, como Duque de Paliano. Su esposa, Violante de Cardona, fue la duquesa de Paliano mencionada por Stendhal en la novela homónima.
Tras la muerte de Paulo IV en 1559, Marco Antonio Colonna retomó la ciudad. Su participación en la batalla de Lepanto en 1571 se conmemora en la Via Lepanto, que conduce al palacio familiar. La Iglesia de San Andrés, del siglo XVII, alberga las tumbas de los Colonna, incluida la del Príncipe Filippo II Colonna, realizada por Bernardino Ludovisi y terminada en 1745. En el siglo XIX el castillo fue vendido al papado, que lo utilizó como cárcel.

## Evolución demográfica
| Gráfica de evolución demográfica de Paliano entre 1861 y 2001 |
|                                                               |
| Fuente ISTAT - elaboración gráfica de Wikipedia               |